# Éric Matoukou
Éric Benoît Matoukou (Yaoundé, 8 juli 1983) is een Kameroense-Belgisch voetballer die voor KRC Genk speelde. Hij speelt als centrale verdediger.

## Carrière

### Jeugd
Hij speelde van 1995 tot 1998 bij de jeugd van Zürich de Yaoundé. In 1998 stapte hij over naar de jeugd van FC Pyramide. Hij speelde hier uiteindelijk tot 2001.

### RWDM
In 2001 haalde toenmalig eersteklasser RWDM hem op 17-jarige naar Europa. Hij speelde er uiteindelijk één seizoen, het seizoen 2001-2002, en kwam al aan 10 wedstrijden waarin hij indruk maakte.

### KRC Genk
In 2002 kocht de Belgische topclub KRC Genk hem over van RWDM. In zijn eerste twee jaren werd hij door KRC Genk nog niet klaar geacht voor het grote werk en werd hij uitgeleend aan satellietclub Heusden-Zolder, In zijn eerste jaar bij Heusden-Zolder speelde hij in Tweede Klasse en kwam hij aan 21 wedstrijden en scoorde hij 2 goals. In zijn tweede seizoen speelde hij met Heusden-Zolder in eerste klasse. Na twee jaar bij Heusden-Zolder gerijpt te hebben groeide Matoukou mettertijd uit tot een vaste waarde bij Genk. In 2009 won hij de Beker van België met Genk en in 2011 werd hij kampioen met de club. Na het kampioenschap gaf hij aan een stap hoger te willen zetten. Hij speelde uiteindelijk 183 wedstrijden en scoorde 8 goals voor Genk.

### Oekraïne
Na een sterk seizoen in 2010/2011 versierde Matoukou een transfer naar het Oekraïense Dnipro Dnipropetrovsk. In de eerste weken kon hij zich niet meteen bewijzen en hij viel uit de ploeg. Dnipro besloot daarop om hem te verhuren aan Arsenal Kiev. Ook bij Arsenal kon hij zich niet opwerken tot een basisplaats. In seizoen 2012/2013 werd overeengekomen de huurovereenkomst te vernieuwen.

### K. Lierse SK
Eind augustus 2014 tekende Matoukou een contract bij de Pallieters voor één seizoen met één seizoen extra als optie. De samenwerking liep echter op een sisser af: Matoukou speelde slechts zeven officiële wedstrijden en Lierse degradeerde op het einde van het seizoen naar Tweede klasse.

### Finland, Cyprus & lagere divisies België
Na de degradatie met Lierse kwam Matoukou uit voor FC Inter Turku (waar hij met RC Genk ooit tegen speelde in de Europa League) en Paphos FC. Na zes maanden zonder club tekende hij in januari 2017 bij Sprimont Comblain Sport uit Eerste klasse amateurs. Zes maanden later verbond hij zich aan eersteprovincialer Crossing Schaerbeek.

## Statistieken
| Seizoen | Club                    | Land              | Competitie             | Duels | Doelp. |
| ------- | ----------------------- | ----------------- | ---------------------- | ----- | ------ |
| 2001/02 | RWDM                    | Vlag van België   | Jupiler league         | 10    | 0      |
| 2002/03 | → Heusden-Zolder        | Vlag van België   | Tweede Klasse          | 21    | 2      |
| 2003/04 | → Heusden-Zolder        | Vlag van België   | Jupiler League         | 12    | 0      |
| 2003/04 | KRC Genk                | Vlag van België   | Jupiler League         | 8     | 0      |
| 2004/05 | KRC Genk                | Vlag van België   | Jupiler League         | 28    | 1      |
| 2005/06 | KRC Genk                | Vlag van België   | Jupiler League         | 17    | 0      |
| 2006/07 | KRC Genk                | Vlag van België   | Jupiler League         | 25    | 4      |
| 2007/08 | KRC Genk                | Vlag van België   | Jupiler League         | 28    | 1      |
| 2008/09 | KRC Genk                | Vlag van België   | Jupiler League         | 31    | 0      |
| 2009/10 | KRC Genk                | Vlag van België   | Jupiler League         | 30    | 1      |
| 2010/11 | KRC Genk                | Vlag van België   | Jupiler League         | 40    | 1      |
| 2011/12 | Dnipro Dnipropetrovsk   | Vlag van Oekraïne | Vysjtsja Liha          | 0     | 0      |
| 2011/12 | → Arsenal Kiev          | Vlag van Oekraïne | Vysjtsja Liha          | 4     | 0      |
| 2012/13 | → Arsenal Kiev          | Vlag van Oekraïne | Vysjtsja Liha          | 14    | 1      |
| 2012/13 | Dnipro Dnipropetrovsk   | Vlag van Oekraïne | Vysjtsja Liha          | 0     | 0      |
| 2013/14 | → Volyn Loetsk          | Vlag van Oekraïne | Vysjtsja Liha          | 7     | 0      |
| 2013/14 | Dnipro Dnipropetrovsk   | Vlag van Oekraïne | Vysjtsja Liha          | 0     | 0      |
| 2014/15 | K. Lierse SK            | Vlag van België   | Jupiler Pro league     | 7     | 1      |
| 2015/16 | FC Inter Turku          | Vlag van Finland  | Veikkausliiga          | 31    | 1      |
| 2015/16 | AEP Paphos              | Vlag van Cyprus   | A Divizion             | 13    | 1      |
| 2016/17 | Sprimont Comblain Sport | Vlag van België   | Eerste klasse amateurs | 8     | 0      |
| Totaal  | Totaal                  | Totaal            | Totaal                 | 318   | 12     |

## Internationaal
Matoukou is een 'Ontembare Leeuw' (van 'Ontembare Leeuwen', de nationale voetbalploeg van Kameroen). Hij maakte zijn debuut voor Kameroen tegen Senegal. Hij speelde tot op vandaag zes interlands voor zijn land.

## Palmares
| Nationaal         |    |      |
| Beker van België  | 1x | 2009 |
| Belgisch kampioen | 1x | 2011 |

## Trivia
- Matoukou is op stilstaande fases een gevaar in de zestienmeter van de tegenstanders en pikt op die manier regelmatig zijn doelpuntje mee.
- Hij staat ook bekend om zijn opvallende kapsels.